# Окрузи Турске
81 вилајет Турске је подељен на 957 округа (тур. ilçeler — „окрузи“, ilçe — „округ“). Током ране Турске Републике и Отоманског царства, одговарајућа територијална јединица била је каза.
Округ носи исто име као и његова престоница (изузеци су Антакија (у Хатају), Измит (у Коџаелију) и Адапазар (у Сакарији)).
Округ може покривати и рурална и урбана подручја. Један од округа вилајета је „централни округ“ (merkez ilçe); централним округом управља „вицегувернер“ а осталим окрузима „подгувернер“ (kaymakam). Свака општина (belediye) у урбаној зони (belde) округа је ентитет на изборима зависно од вилајета.
Сваки округ (укључујући централни) одговара одређеном подручју у вилајету. Подручјем се управља из „окружног центра“ (ilçe merkezi; без забуне са „централни округ“ merkez ilçe), где председа постављени подгувернер, главни службеник за тај округ, који одговара валији. Централни окрузи немају подгувернера, њима управља вицегувернер.
Сви окружни центри имају општине (belediye), којима управља изабрани начелник, који управља општинским подручјем (обично се подудара са урбаном зоном) у оквиру дефинисаних општинских послова. Растући број насеља, која се налазе изван окружних центара, имају општине такође, обично јер је то због њихове популације потребно. Она се (такође) називају урбаним зонама. Нису (још) постале окружни центри јер је неки други близу или због неког другог разлога. Урбана зона има начелника (задуженог за своју општинску зону), али не и подгувернера и управно зависи од окружног центра округа унутар кога се налази.
На самом дну, налазе се села, која бирају мухтаре који управљају посебним управним пословима као што је пријава пребивалишта. Затим, свака четврт (mahalle) окружног центра и урбане зоне има свог мухтара, такође због посебних управних пиатња. Описи посла се помало разликују (köy muhtarı су сеоски мухтари; mahalle muhtarı су четвртски мухтари) а такође и задаци, који су поприлично слични али су прилагођени локалитету.
У неким случајевима, урбана зона је постала већа од окружног центра коме припада, а окружни центар већи од централног округа коме припада (и многих других окружних центара). Тада се формира велика општина (büyükşehir belediyesi), за метрополе као Истанбул или Измир, један додатни управни слој на чијем врху се налази врховни начелник, који надгледа бројне општине и начелнике.
Окрузи и њихово становништво (подаци од 31.12.2008. године) су набројани у наставку, по регији и вилајету (престонице су подебљане):
Ипак, треба запазити да у 16 вилајета са великим општинама укупна популација вилајета није једнака збиру популација свих округа. У неким великим општинама (као што су Истанбул и Коџаели) неки окрузи су унутар престонице. Ови окрузи су обележени као " (централни округ) ". Становништво у централним окрузима је наведено у подебљаној престоници. Стога у великим општинама, стварна популација вилајета је збир свих округа изузев престонице. (Ово важи само за 16 великих општина: Адана, Анкара, Анталија, Бурса, Дијарбакир, Ерзурум, Ескишехир, Газиантеп, Истанбул, Измир, Кајсери, Коџаели, Конија, Мерсин, Сакарија, Самсун. За осталих 65 вилајета сабира се популација сваког округа да би се добила укупна популација вилајета).

## Егејска регија (Ege Bölgesi)

### Вилајет Измир
- Укупно: 3.795.978
  - Измир: 3.300.878
  - Карабаглар: 413.159 (централни округ)
  - Конак: 411.112 (централни округ)
  - Буџа: 407.526 (централни округ)
  - Борнова: 399.023 (централни округ)
  - Бајракли: 303.816 (централни округ)
  - Каршијака: 296.031 (централни округ)
  - Чигли: 153.508 (централни округ)
  - Одемиш: 128.797
  - Менемен: 125.478 (централни округ)
  - Торбали: 121.963 (централни округ)
  - Газиемир: 112.149 (централни округ)
  - Бергама: 100.671
  - Кемалпаша: 87.147 (централни округ)
  - Тире: 77.015
  - Балчова: 76.219 (централни округ)
  - Мендерес: 68.029 (централни округ)
  - Алиага: 62.258 (централни округ)
  - Нарлидере: 59.161 (централни округ)
  - Урла: 49.774 (централни округ)
  - Кираз: 44.830
  - Бајиндир: 41.965 (централни округ)
  - Селчук: 34.459 (централни округ)
  - Чешме: 31.968
  - Дикили: 30.863
  - Фоча: 29.018 (централни округ)
  - Киник: 28.337
  - Сеферихисар: 26.945 (централни округ)
  - Гузелбахче: 22.138 (централни округ)
  - Бејдаг: 13.395
  - Карабурун: 9.224

### Вилајет Маниса
- Укупно: 1.316.750
  - Маниса: 329.675 (централни округ)
  - Акхисар: 158.455
  - Салихли: 156.689
  - Тургутлу: 139.897
  - Сома: 100.240
  - Алашехир: 98.543
  - Саруханли: 58.149
  - Демирџи: 50.539
  - Кула: 48.009
  - Киркагач: 41.964
  - Саригол: 35.983
  - Гордес: 32.500
  - Селенди: 23.896
  - Ахметли: 16.166
  - Голмармара: 16.014
  - Копрубаши: 10.031

### Вилајет Ајдин
- Укупно: 965.500
  - Ајдин: 235.376 (централни округ)
  - Назили: 143.627
  - Соке: 115.490
  - Кушадаси: 78.793
  - Чине: 53.694
  - Дидим: 50.941
  - Герменџик: 43.524
  - Инџирлиова: 42.293
  - Боздоган: 36.445
  - Кујуџак: 29.891
  - Кошк: 27.168
  - Кочарли: 27.071
  - Караџасу: 21.089
  - Султанхисар: 21.077
  - Јенипазар: 13.615
  - Бухаркент: 12.705
  - Карпузлу: 12.701

### Вилајет Денизли
- Укупно: 917.836
  - Денизли: 508.870 (централни округ)
  - Чиврил: 61.601
  - Аџипајам: 58.560
  - Тавас: 51.891
  - Сарајкој: 30.310
  - Хоназ: 29.146
  - Булдан: 27.194
  - Чал: 23.339
  - Кале: 22.006
  - Чамели: 20.424
  - Серинхисар: 15.464
  - Гунеј: 11.889
  - Бозкурт: 11.747
  - Чардак: 9.637
  - Бекили: 8.322
  - Бабадаг: 7.844
  - Бејагач: 7.304
  - Баклан: 6.679
  - Акој: 5.609

### Вилајет Мугла
- Укупно: 791.424
  - Фетхије: 181.415
  - Милас: 123.501
  - Бодрум: 114.498
  - Мугла: 92.328 (централни округ)
  - Мармарис: 76.820
  - Јатаган: 46.103
  - Ортаџа: 40.649
  - Даламан: 32.367
  - Којџегиз: 32.347
  - Ула: 24.219
  - Датча: 16.008
  - Каваклидере: 11.169

### Вилајет Афјонкарахисар
- Укупно: 697.365
  - Афјонкарахисар: 238.408 (централни округ)
  - Сандикли: 61.422
  - Динар: 49.575
  - Болвадин: 45.751
  - Емирдаг: 43.706
  - Синанпаша: 43.236
  - Шухут: 40.072
  - Чај: 34.943
  - Ихсаније: 30.055
  - Исџехисар: 23.804
  - Султандаги: 19.007
  - Чобанлар: 13.389
  - Хоџалар: 11.409
  - Дазкири: 11.113
  - Башмакчи: 11.033
  - Бајат: 8.599
  - Евџилер: 8.483
  - Кизилорен: 3.360

### Вилајет Китахија
- Укупно: 565.884
  - Китахија: 226.931 (централни округ)
  - Тавшанли: 99.592
  - Симав: 73.182
  - Гедиз: 52.834
  - Емет: 23.892
  - Алтинташ: 19.491
  - Доманич: 17.429
  - Хисарџик: 14.840
  - Асланапа: 11.648
  - Чавдархисар: 8.661
  - Шапхане: 7.554
  - Пазарлар: 6.529
  - Думлупинар: 3.301

### Вилајет Ушак
- Укупно: 334.111
  - Ушак: 209.912 (централни округ)
  - Баназ: 38.393
  - Ешме: 36.370
  - Сивасли: 21.658
  - Улубеј: 15.276
  - Карахали: 12.502

## Црноморска регија (Karadeniz Bölgesi)

### Вилајет Самсун
- Укупно: 1.233.677
  - Самсун: 546.940
  - Илкадим: 303.202 (централни округ)
  - Бафра: 144.483
  - Чаршамба: 138.290
  - Атакум: 107.953 (централни округ)
  - Везиркопру: 106.580
  - Џаник: 86.290 (централни округ)
  - Терме: 77.517
  - Текекој: 49.495
  - Хавза: 47.398
  - Алачам: 31.066
  - Ајваџик: 25.867
  - Ондокузмајис: 24.808
  - Кавак: 22.303
  - Салипазари: 21.350
  - Асарџик: 18.942
  - Ладик: 18.438
  - Јакакент: 9.695

### Вилајет Трабзон
- Укупно: 748.982
  - Трабзон: 283.509 (централни округ)
  - Акчаабат: 108.151
  - Аракли: 50.539
  - Оф: 42.324
  - Јомра: 31.338
  - Арсин: 29.704
  - Сурмене: 29.191
  - Мачка: 26.984
  - Вакфикебир: 26.670
  - Бешикдузу: 21.517
  - Тонија: 16.766
  - Дузкој: 16.335
  - Чаршибаши: 16.301
  - Чајкара: 16.268
  - Шалпазари: 12.745
  - Хајрат: 10.944
  - Копрубаши: 5.899
  - Дернекпазари: 3.797

### Вилајет Орду
- Укупно: 719.278
  - Орду: 168.765 (централни округ)
  - Уније: 113.122
  - Фатса: 97.124
  - Голкој: 36.576
  - Першембе: 34.052
  - Корган: 33.798
  - Кумру: 32.914
  - Акуш: 32.178
  - Ајбасти: 25.824
  - Улубеј: 20.325
  - Икизџе: 19.114
  - Гургентепе: 18.147
  - Чаталпинар: 16.403
  - Чајбаши: 15.089
  - Кабаташ: 13.659
  - Месудије: 13.501
  - Чамаш: 11.654
  - Кабадуз: 8.562
  - Гулјали: 8.471

### Вилајет Зонгулдак
- Укупно: 619.151
  - Зонгулдак: 213.992 (централни округ)
  - Ерегли: 174.283
  - Чајџума: 97.528
  - Деврек: 61.897
  - Алапли: 47.339
  - Гокчебеј: 24.112

### Вилајет Токат
- Укупно: 617.158
  - Токат: 176.564 (централни округ)
  - Ербаа: 96.059
  - Турхал: 87.826
  - Зиле: 67.224
  - Никсар: 64.076
  - Решадије: 42.952
  - Алмус: 29.136
  - Пазар: 15.261
  - Јешилјурт: 11.817
  - Артова: 10.770
  - Сулусарај: 9.863
  - Башчифтлик: 5.610

### Вилајет Чорум
- Укупно: 545.444
  - Чорум: 248.109 (централни округ)
  - Сунгурлу: 62.939
  - Османџик: 45.052
  - Искилип: 40.916
  - Алаџа: 39.738
  - Бајат: 25.485
  - Меџитозу: 20.199
  - Карги: 16.583
  - Ортакој: 10.725
  - Угурлудаг: 8.343
  - Додурга: 7.909
  - Огузлар: 7.733
  - Лачин: 6.371
  - Богазкале: 5.342

### Вилајет Гиресун
- Укупно: 421.766
  - Гиресун: 116.310 (централни округ)
  - Буланџак: 59.857
  - Еспије: 31.262
  - Гореле: 30.232
  - Тиреболу: 29.439
  - Шебинкарахисар: 22.335
  - Дерели: 22.124
  - Кешап: 20.847
  - Јаглидере: 19.281
  - Пиразиз: 14.834
  - Ејнешил: 14.739
  - Алуџра: 9.032
  - Гуџе: 8.839
  - Чамолук: 7.822
  - Чанакчи: 7.763
  - Доганкент: 7.050

### Вилајет Касатамону
- Укупно: 360.424
  - Кастамону: 115.871 (централни округ)
  - Ташкопру: 40.939
  - Тосија: 40.930
  - Инеболу: 24.144
  - Арач: 20.598
  - Џиде: 20.589
  - Деврекани: 13.786
  - Дадај: 10.240
  - Бозкурт: 9.082
  - Доганјурт: 8.613
  - Аздавај: 7.787
  - Куре: 7.517
  - Чаталзејтин: 7.379
  - Ихсангази: 6.181
  - Шенпазар: 5.571
  - Пинарбаши: 5.263
  - Сејдилер: 4.365
  - Ханону: 4.342
  - Абана: 3.900
  - Агли: 3.327

### Вилајет Дузџе
- Укупно: 328.611
  - Дузџе: 186.567 (централни округ)
  - Акчакоџа: 38.451
  - Кајнашли: 20.713
  - Голјака: 20.230
  - Јигилџа: 18.478
  - Чилимли: 16.378
  - Гумушова: 14.884
  - Џумајери: 12.910

### Вилајет Амасија
- Укупно: 323.675
  - Амасија: 128.703 (централни округ)
  - Мерзифон: 69.035
  - Сулуова: 47.955
  - Ташова: 34.427
  - Гумушхаџикој: 25.823
  - Гојнуџек: 13.062
  - Хамамозу: 4.670

### Вилајет Ризе
- Укупно: 319.410
  - Ризе: 132.123 (централни округ)
  - Чајели: 42.282
  - Ардешен: 39.001
  - Пазар: 30.203
  - Финдикли: 15.801
  - Гунејсу: 13.585
  - Калкандере: 13.086
  - Ијидере: 8.944
  - Дерепазари: 8.660
  - Чамлихемшин: 6.747
  - Икиздере: 6.504
  - Хемшин: 2.474

### Вилајет Болу
- Укупно: 268.882
  - Болу: 156.100 (централни округ)
  - Гереде: 34.077
  - Мудурну: 21.000
  - Гојнук: 16.425
  - Менген: 15.315
  - Јеничага: 8.162
  - Дортдиван: 7.100
  - Себен: 6.663
  - Кибрисџик: 4.040

### Вилајет Карабик
- Укупно: 216.248
  - Карабик: 116.671 (централни округ)
  - Сафранболу: 48.814
  - Јениџе: 23.744
  - Ескипазар: 13.011
  - Ефлани: 10.187
  - Оваџик: 3.821

### Вилајет Синоп
- Укупно: 200.791
  - Синоп: 53.584 (централни округ)
  - Бојабат: 42.978
  - Ајанџик: 22.845
  - Дураган: 22.508
  - Герзе: 20.187
  - Туркели: 14.686
  - Ерфелек: 12.027
  - Дикмен: 6.811
  - Сарајдузу: 5.165

### Вилајет Бартин
- Укупно: 185.368
  - Бартин: 137.612 (централни округ)
  - Улус: 24.458
  - Амасра: 15.641
  - Куруџашиле: 7.657

### Вилајет Артвин
- Укупно: 166.584
  - Артвин: 32.272 (централни округ)
  - Хопа: 31.728
  - Борчка: 24.768
  - Јусуфели: 22.220
  - Архави: 19.189
  - Шавшат: 18.240
  - Ардануч: 11.844
  - Мургул: 6.323

### Вилајет Гумушхане
- Укупно: 131.367
  - Келкит: 41.523
  - Гумушхане: 37.856 (централни округ)
  - Ширан: 18.237
  - Торул: 13.829
  - Куртун: 12.702
  - Косе: 7.220

### Вилајет Бајбурт
- Укупно: 75.675
  - Бајбурт: 59.611 (централни округ)
  - Демирозу: 9.030
  - Ајдинтепе: 7.034

## Централноанатолијска регија (İç Anadolu Bölgesi)
Популација: 11.459.292

### Вилајет Анкара
- Укупно: 4.548.939
  - Анкара: 4.233.618
  - Чанкаја: 785.330 (централни округ)
  - Кечиорен: 779.905 (централни округ)
  - Јенимахале: 609.887 (централни округ)
  - Мамак: 520.446 (централни округ)
  - Синџан: 434.064 (централни округ)
  - Алтиндаг: 367.812 (централни округ)
  - Етимесгут: 313.770 (централни округ)
  - Полатли: 110.990
  - Пурсаклар: 91.742 (централни округ)
  - Голбаши: 85.499 (централни округ)
  - Чубук: 80.123 (централни округ)
  - Бејпазари: 46.768
  - Елмадаг: 42.511 (централни округ)
  - Хајмана: 40.537
  - Казан: 38.731 (централни округ)
  - Шерефликочхисар: 35.353
  - Налихан: 31.323
  - Бала: 29.239 (централни округ)
  - Кизилџахамам: 25.900
  - Акјурт: 24.986 (централни округ)
  - Калеџик: 16.071 (централни округ)
  - Ајаш: 13.502 (централни округ)
  - Гудул: 10.075
  - Чамлидере: 9.862
  - Еврен: 4.513

### Вилајет Конија
- Укупно: 1.969.868
  - Конија: 1.030.751
  - Селчуклу: 472.436 (централни округ)
  - Мерам: 304.570 (централни округ)
  - Каратај: 253.745 (централни округ)
  - Ерегли: 135.161
  - Акшехир: 96.180
  - Бејшехир: 70.317
  - Чумра: 64.786
  - Сејдишехир: 64.143
  - Џиханбејли: 64.070
  - Илгин: 61.840
  - Карапинар: 48.411
  - Кулу: 47.833
  - Кадинхани: 37.275
  - Бозкир: 31.601
  - Сарајону: 28.719
  - Јунак: 28.629
  - Доганхисар: 22.095
  - Хујук: 20.700
  - Алтинекин: 15.698
  - Хадим: 15.505
  - Челтик: 11.549
  - Гунејсинир: 10.788
  - Деребуџак: 10.470
  - Емиргази: 10.246
  - Ташкент: 8.297
  - Тузлукчу: 8.185
  - Јениџеоба: 7.855
  - Акорен: 7.519
  - Ахирли: 5.876
  - Дербент: 5.796
  - Халкапинар: 5.559
  - Јалихујук: 1.869

### Вилајет Кајсери
- Укупно: 1.184.386
  - Кајсери: 915.688
  - Меликгази: 434.980 (централни округ)
  - Коџасинан: 365.153 (централни округ)
  - Талас: 81.399 (централни округ)
  - Девели: 65.452
  - Јахјали: 38.198
  - Бунјан: 34.819
  - Пинарбаши: 31.099
  - Томарза: 28.652
  - Инџесу: 21.433 (централни округ)
  - Сариоглан: 18.844
  - Јешилхисар: 17.471
  - Хаџилар: 12.723 (централни округ)
  - Сариз: 12.697
  - Акишла: 9.128
  - Фелахије: 6.971
  - Озватан: 5.367

### Вилајет Ескишехир
- Укупно: 741.739
  - Ескишехир: 614.247
  - Одунпазари: 342.515 (централни округ)
  - Тепебаши: 271.732 (централни округ)
  - Сиврихисар: 24.877
  - Сејитгази: 17.219
  - Чифтелер: 16.840
  - Алпу: 13.884
  - Михаличик: 11.158
  - Махмудије: 9.202
  - Гунјузу: 7.678
  - Инону: 7.547
  - Бејликова: 7.136
  - Сариџакаја: 5.511
  - Михалгази: 3.952
  - Хан: 2.488

### Вилајет Сивас
- Укупно: 631.112
  - Сивас: 329.011 (централни округ)
  - Јилдизели: 51.031
  - Шаркишла: 41.843
  - Гемерек: 28.671
  - Кангал: 27.251
  - Сушехри: 26.941
  - Зара: 22.559
  - Гурун: 21.573
  - Дивриги: 17.476
  - Којулхисар: 13.550
  - Улаш: 11.294
  - Алтинјајла: 10.521
  - Хафик: 9.045
  - Имранли: 8.113
  - Акинџилар: 5.649
  - Голова: 3.344
  - Доганшар: 3.240

### Вилајет Јозгат
- Укупно: 484.206
  - Јозгат: 94.972 (централни округ)
  - Соргун: 85.831
  - Акдагмадени: 53.789
  - Сарикаја: 43.739
  - Јеркој: 40.733
  - Богазлијан: 35.653
  - Чекерек: 28.799
  - Чајиралан: 20.318
  - Шефаатли: 19.121
  - Сарајкент: 18.705
  - Кадишехри: 16.914
  - Ајдинџик: 12.558
  - Јенифакили: 6.971
  - Чандир: 6.103

### Вилајет Аксарај
- Укупно: 370.598
  - Аксарај: 251.628 (централни округ)
  - Ортакој: 39.699
  - Ескил: 25.517
  - Гулагач: 21.691
  - Гузелјурт: 14.259
  - Агачорен: 11.284
  - Саријахши: 6.520

### Вилајет Нигде
- Укупно: 338.447
  - Нигде: 193.373 (централни округ)
  - Бор: 59.139
  - Чифтлик: 29.637
  - Улукишла: 24.133
  - Чамарди: 16.417
  - Алтунхисар: 15.748

### Вилајет Невшехир
- Укупно: 281.699
  - Невшехир: 114.691 (централни округ)
  - Аванос: 35.230
  - Ургуп: 33.909
  - Гулшехир: 25.654
  - Деринкују: 22.118
  - Аџигол: 21.475
  - Козакли: 16.090
  - Хаџибекташ: 12.532

### Вилајет Кирикале
- Укупно: 279.325
  - Кирикале: 201.578 (централни округ)
  - Кескин: 21.532
  - Јахшихан: 13.322
  - Делиџе: 11.723
  - Сулакјурт: 9.093
  - Балишејх: 8.851
  - Бахсили: 7.070
  - Каракечили: 3.920
  - Челеби: 2.236

### Вилајет Караман
- Укупно: 230.145
  - Караман: 164.207 (централни округ)
  - Ерменек: 31.341
  - Саривелилер: 14.527
  - Ајранџи: 10.199
  - Башјајла: 5.087
  - Казимкарабекир: 4.784

### Вилајет Киршехир
- Укупно: 222.735
  - Киршехир: 118.412 (централни округ)
  - Каман: 44.617
  - Муџур: 19.474
  - Чичекдаги: 17.745
  - Акпинар: 10.222
  - Бозтепе: 6.417
  - Акчакент: 5.848

### Вилајет Чанкири
- Укупно: 176.093
  - Чанкири: 79.511 (централни округ)
  - Черкеш: 14.456
  - Орта: 13.780
  - Илгаз: 13.625
  - Јапракли: 11.226
  - Шабанозу: 9.150
  - Кизилирмак: 8.914
  - Куршунлу: 8.322
  - Елдиван: 6.055
  - Аткараџалар: 4.822
  - Коргун: 3.723
  - Бајраморен: 2.509

## Источноанатолијска регија (Doğu Anadolu Bölgesi)
Популација: 5.744.243

### Вилајет Ван
- Укупно: 1.004.369
  - Ван: 428.511 (централни округ)
  - Ерџиш: 154.499
  - Озалп: 74.088
  - Чалдиран: 65.663
  - Башкале: 63.665
  - Мурадије: 51.894
  - Гурпинар: 44.096
  - Геваш: 29.951
  - Чатак: 25.716
  - Едремит: 24.463
  - Сарај: 24.008
  - Бахчесарај: 17.815

### Вилајет Ерзурум
- Укупно: 774.967
  - Ерзурум: 373.739
  - Јакутије: 170.698 (централни округ)
  - Palandöken: 150.638 (централни округ)
  - Азизије: 52.403 (централни округ)
  - Хорасан: 44.588
  - Карајази: 33.623
  - Пасинлер: 33.267
  - Олту: 32.218
  - Хинис: 31.479
  - Текман: 31.190
  - Карачобан: 25.755
  - Ашкале: 25.027
  - Тортум: 23.435
  - Шенкаја: 22.520
  - Чат: 20.756
  - Копрукој: 18.700
  - Нарман: 18.231
  - Испир: 17.622
  - Узундере: 9.209
  - Олур: 8.327
  - Пазарјолу: 5.281

### Вилајет Малатија
- Укупно: 733.789
  - Малатија: 449.333 (централни округ)
  - Доганшехир: 43.856
  - Даренде: 35.341
  - Јешилјурт: 35.229
  - Акчадаг: 33.431
  - Баталгази: 29.509
  - Хекимхан: 25.479
  - Путурге: 22.201
  - Јазихан: 17.806
  - Арапгир: 11.311
  - Кулунџак: 9.457
  - Аргуван: 8.711
  - Кале: 6.874
  - Доганјол: 5.251

### Вилајет Елазиг
- Укупно: 547.562
  - Елазиг: 375.534 (централни округ)
  - Кованџилар: 37.965
  - Каракочан: 30.338
  - Палу: 22.729
  - Баскил: 18.221
  - Ариџак: 16.937
  - Маден: 16.447
  - Сивриџе: 10.420
  - Алаџакаја: 8.412
  - Кебан: 7.581
  - Агин: 2.978

### Вилајет Агри
- Укупно: 532.180
  - Агри: 131.104 (централни округ)
  - Патнос: 122.231
  - Догубајазит: 113.048
  - Дијадин: 46.137
  - Елешкирт: 39.532
  - Тутак: 33.832
  - Ташличај: 23.421
  - Хамур: 22.875

### Вилајет Муш
- Укупно: 404.309
  - Муш: 168.817 (централни округ)
  - Буланик: 84.430
  - Малазгирт: 60.086
  - Варто: 33.986
  - Хаској: 30.134
  - Коркут: 26.856

### Вилајет Битлис
- Укупно: 326.897
  - Татван: 76.723
  - Битлис: 60.996 (централни округ)
  - Гуројмак: 42.683
  - Хизан: 40.697
  - Мутки: 35.288
  - Адилџеваз: 35.274
  - Ахлат: 35.236

### Вилајет Карс
- Укупно: 312.128
  - Карс: 110.283 (централни округ)
  - Сарикамиш: 53.517
  - Кагизман: 49.902
  - Дигор: 26.615
  - Селим: 25.216
  - Арпачај: 20.962
  - Сусуз: 13.160
  - Акјака: 12.473

### Вилајет Хакари
- Укупно: 258.590
  - Јуксекова: 107.882
  - Хакари: 83.423 (централни округ)
  - Шемдинли: 52.779
  - Чукурџа: 14.506

### Вилајет Бингол
- Укупно: 256.091
  - Бингол: 131.666 (централни округ)
  - Генч: 37.565
  - Солхан: 32.975
  - Карлиова: 32.569
  - Адакли: 10.603
  - Киги: 5.672
  - Једису: 3.188
  - Јајладере: 1.853

### Вилајет Ерзинџан
- Укупно: 210.645
  - Ерзинџан: 135.511 (централни округ)
  - Терџан: 18.646
  - Узумлу: 13.467
  - Рефахије: 11.051
  - Чајирли: 10.440
  - Кемах: 6.951
  - Илич: 6.347
  - Кемалије: 5.487
  - Отлукбели: 2.745

### Вилајет Игдир
- Укупно: 184.025
  - Игдир: 121.848 (централни округ)
  - Тузлуџа: 25.739
  - Аралик: 22.165
  - Каракојунлу: 14.273

### Вилајет Ардахан
- Укупно: 112.242
  - Ардахан: 40.875 (централни округ)
  - Голе: 32.578
  - Чилдир: 11.800
  - Ханак: 10.666
  - Пософ: 9.215
  - Дамал: 7.108

### Вилајет Тунџели
- Укупно: 86.449
  - Тунџели: 33.316 (централни округ)
  - Пертек: 13.079
  - Мазгирт: 9.408
  - Чемишгезек: 8.572
  - Хозат: 8.349
  - Оваџик: 6.644
  - Назимије: 3.624
  - Пулумур: 3.457

## Мраморна регија (Marmara Bölgesi)
Популација: 21.044.783

### Вилајет Истанбул
- Укупно: 12.697.164 (сво окрузи су централни)
  - Багџилар: 720.819 (централни округ)
  - Кучукчекмеџе: 669.081 (централни округ)
  - Бахчелиевлер: 571.683 (централни округ)
  - Умраније: 553.935 (централни округ)
  - Пендик: 541.619 (централни округ)
  - Кадикој: 533.452 (централни округ)
  - Ускудар: 524.889 (централни округ)
  - Есенлер: 464.557 (централни округ)
  - Газиосманпаша: 460.675 (централни округ)
  - Султангази: 444.295 (централни округ)
  - Фатих: 443.955 (централни округ)
  - Картал: 426.748 (централни округ)
  - Малтепе: 417.605 (централни округ)
  - Кагитхане: 415.130 (централни округ)
  - Есенјурт: 373.017 (централни округ)
  - Аташехир: 351.046 (централни округ)
  - Авџилар: 333.944 (централни округ)
  - Ејуп: 323.038 (централни округ)
  - Гунгорен: 314.271 (централни округ)
  - Шишли: 312.666 (централни округ)
  - Зејтинбурну: 288.058 (централни округ)
  - Султанбејли: 282.026 (централни округ)
  - Саријер: 277.372 (централни округ)
  - Бајрампаша: 268.276 (централни округ)
  - Бејоглу: 245.064 (централни округ)
  - Бејкоз: 243.454 (централни округ)
  - Санџактепе: 229.093 (централни округ)
  - Бакиркој: 214.810 (централни округ)
  - Башакшехир: 207.542 (централни округ)
  - Бејликдузу: 185.633 (централни округ)
  - Бешикташ: 185.373 (централни округ)
  - Тузла: 170.453 (централни округ)
  - Арнавуткој: 163.510 (централни округ)
  - Бујукчекмеџе: 163.140 (централни округ)
  - Чекмекој: 147.352 (централни округ)
  - Силиври: 124.601 (централни округ)
  - Чаталџа: 62.339 (централни округ)
  - Шиле: 28.571 (централни округ)
  - Адалар: 14.072 (централни округ)

### Вилајет Бурса
- Укупно: 2.507.963
  - Бурса: 1.881.899
  - Османгази: 753.217 (централни округ)
  - Јилдирим: 593.768 (централни округ)
  - Нилуфер: 270.502 (централни округ)
  - Инегол: 213.100
  - Мустафакемалпаша: 102.171
  - Гемлик: 98.770 (централни округ)
  - Караџабеј: 79.224
  - Орхангази: 74.120
  - Муданија: 65.899 (централни округ)
  - Гурсу: 52.948 (централни округ)
  - Јенишехир: 51.687
  - Кестел: 46.795 (централни округ)
  - Изник: 44.524
  - Орханели: 24.072
  - Келес: 15.468
  - Бујукорхан: 13.542
  - Харманџик: 8.156

### Вилајет Коџаели
- Укупно: 1.470.358 (сви окрузи су „централни округ")
  - Измит: 286.515 (централни округ)
  - Гебзе: 288.569 (централни округ)
  - Голџук: 136.513 (централни округ)
  - Дариџа: 135.966 (централни округ)
  - Корфез: 129.110 (централни округ)
  - Деринџе: 121.504 (централни округ)
  - Картепе: 87.896 (централни округ)
  - Чајирова: 78.430 (централни округ)
  - Башискеле: 65.121 (централни округ)
  - Карамурсел: 49.719 (централни округ)
  - Кандира: 47.041 (централни округ)
  - Диловаси: 43.974 (централни округ)

### Вилајет Баликесир
- Укупно: 1.130.276
  - Баликесир: 317.839 (централни округ)
  - Бандирма: 130.474
  - Едремит: 113.453
  - Гонен: 73.005
  - Ајвалик: 61.730
  - Бурханије: 49.380
  - Бигадич: 49.261
  - Дурсунбеј: 45.780
  - Сусурлук: 42.528
  - Синдирги: 40.648
  - Ивринди: 38.072
  - Ердек: 34.704
  - Хавран: 28.158
  - Кепсут: 25.170
  - Манијас: 22.997
  - Саваштепе: 20.627
  - Балија: 15.961
  - Гомеч: 11.581
  - Мармара: 8.908

### Вилајет Сакарија
- Укупно: 851.292
  - Сакарија: 422.772
  - Адапазар: 237.259 (централни округ)
  - Акјази: 83.747
  - Сердиван: 75.602 (централни округ)
  - Хендек: 74.607
  - Еренлер: 72.621 (централни округ)
  - Карасу: 53.275
  - Гејве: 46.629
  - Арифије: 37.290 (централни округ)
  - Сапанџа: 36.916
  - Памукова: 26.757
  - Коџаали: 24.622
  - Феризли: 24.157
  - Кајнарџа: 23.376
  - Согутлу: 14.193
  - Карапурчек: 12.548
  - Таракли: 7.693

### Вилајет Текирдаг
- Укупно: 770.772
  - Чорлу: 236.682
  - Текирдаг: 166.313 (централни округ)
  - Черкезкој: 147.239
  - Малкара: 56.308
  - Сарај: 45.639
  - Хајраболу: 37.422
  - Шаркој: 29.933
  - Муратли: 26.175
  - Мармараереглиси: 25.061

### Вилајет Чанакале
- Укупно: 474.791
  - Чанакале: 119.207 (централни округ)
  - Бига: 81.363
  - Чан: 51.428
  - Гелиболу: 44.623
  - Јениџе: 37.110
  - Езине: 32.833
  - Бајрамич: 31.024
  - Ајваџик: 30.409
  - Лапсеки: 27.149
  - Еџеабат: 9.559
  - Гокчеада: 7.475
  - Бозџаада: 2.611

### Вилајет Едирне
- Укупно: 394.644
  - Едирне: 153.199 (централни округ)
  - Кешан: 77.044
  - Узункопру: 69.478
  - Ипсала: 30.655
  - Хавса: 21.556
  - Мерич: 16.504
  - Енез: 10.723
  - Лалапаша: 7.997
  - Сулоглу: 7.488

### Вилајет Киркларели
- Укупно: 336.942
  - Лулебургаз: 132.912
  - Киркларели: 84.868 (централни округ)
  - Бабаески: 51.780
  - Визе: 30.086
  - Пинархисар: 20.456
  - Демиркој: 9.054
  - Пехливанкој: 4.823
  - Кофчаз: 2.963

### Вилајет Јалова
- Укупно: 197.412
  - Јалова: 107.609 (централни округ)
  - Чинарџик: 27.682
  - Чифтликој: 25.630
  - Алтинова: 23.563
  - Армутлу: 7.821
  - Термал: 5.107

### Вилајет Билеџик
- Укупно: 193.169
  - Бозујук: 65.369
  - Билеџик: 56.583 (централни округ)
  - Османели: 21.094
  - Согут: 19.277
  - Голпазари: 11.809
  - Пазаријери: 11.722
  - Јенипазар: 3.812
  - Инхисар: 3.503

## Медитеранска регија (Akdeniz Bölgesi)
Популација: 9.050.691

### Вилајет Адана
- Укупно: 2.026.319
  - Адана: 1.572.583
  - Сејхан: 752.308 (централни округ)
  - Јурегир: 416.160 (централни округ)
  - Чукурова: 271.344 (централни округ)
  - Џејхан: 158.833
  - Козан: 124.669
  - Саричам: 109.290 (централни округ)
  - Имамоглу: 31.257
  - Караисали: 23.481 (централни округ)
  - Караташ: 22.472
  - Позанти: 21.963
  - Феке: 19.952
  - Јумурталик: 19.625
  - Туфанбејли: 19.045
  - Аладаг: 18.249
  - Саимбејли: 17.671

### Вилајет Анталија
- Укупно: 1.859.275
  - Анталија: 955.596
  - Кепез: 387.904 (централни округ)
  - Муратпаша: 377.857 (централни округ)
  - Аланија: 233.919
  - Манавгат: 179.311
  - Серик: 101.961
  - Конијаалти: 92.126 (централни округ)
  - Кумлуџа: 65.109
  - Аксу: 57.072 (централни округ)
  - Каш: 50.786
  - Коркутели: 49.553
  - Газипаша: 48.675
  - Финике: 46.520
  - Дошемеалти: 40.637 (централни округ)
  - Елмали: 38.077
  - Кемер: 35.639
  - Демре: 25.076
  - Аксеки: 15.828
  - Гундогмуш: 9.246
  - Ибради: 3.979

### Вилајет Мерсин
- Укупно: 1.602.908
  - Мерсин: 855.258
  - Тарсус: 303.661
  - Акдениз: 283.011 (централни округ)
  - Торослар: 267.427 (централни округ)
  - Јенишехир: 182.246 (централни округ)
  - Ердемли: 125.081
  - Мезитли: 122.574 (централни округ)
  - Силифке: 112.465
  - Мут: 64.602
  - Анамур: 63.011
  - Гулнар: 30.304
  - Бозјази: 26.336
  - Ајдинџик: 11.632
  - Чамлијајла: 10.558

### Вилајет Хатај
- Укупно: 1.313.287
  - Антакија: 327.451 (централни округ)
  - Искендерун: 304.891
  - Дортјол: 143.914
  - Самандаг: 129.011
  - Кирикхан: 102.424
  - Рејханли: 84.831
  - Алтинозу: 63.117
  - Хаса: 54.630
  - Ерзин: 39.279
  - Белен: 27.928
  - Јајладаги: 22.085
  - Кумлу: 13.726

### Вилајет Кахраманмараш
- Укупно: 1.029.298
  - Кахраманмараш: 511.887 (централни округ)
  - Елбистан: 131.948
  - Афшин: 86.926
  - Пазарџик: 77.371
  - Туркоглу: 64.980
  - Гоксун: 56.668
  - Андирин: 41.371
  - Чаглајанџерит: 27.051
  - Екинозу: 15.635
  - Нурхак: 15.461

### Вилајет Османије
- Укупно: 464.704
  - Османије: 219.411 (централни округ)
  - Кадирли: 113.236
  - Дузичи: 76.273
  - Бахче: 21.212
  - Сумбас: 15.911
  - Топракале: 13.582
  - Хасанбејли: 5.079

### Вилајет Испарта
- Укупно: 407.463
  - Испарта: 197.169 (централни округ)
  - Јалвач: 56.563
  - Егирдир: 35.684
  - Шаркикараагач: 28.992
  - Гелендост: 17.334
  - Кечиборлу: 15.804
  - Сениркент: 13.088
  - Сутчулер: 12.594
  - Гонен: 8.703
  - Улуборлу: 7.598
  - Атабеј: 6.022
  - Аксу: 5.374
  - Јенишарбадемли: 2.538

### Вилајет Бурдур
- Укупно: 247.437
  - Бурдур: 91.086 (централни округ)
  - Буџак: 59.902
  - Голхисар: 20.901
  - Јешилова: 17.987
  - Чавдир: 13.246
  - Тефени: 10.478
  - Агласун: 9.575
  - Караманли: 7.909
  - Челтикчи: 6.501
  - Алтинјајла: 5.664
  - Кемер: 4.188

## Југоисточноанатолијска регија (Güneydoğu Anadolu Bölgesi)
Популација: 7.350.752

### Вилајет Газиантеп
- Укупно: 1.612.223
  - Газиантеп: 1.312.351
  - Шахинбеј: 700.056 (централни округ)
  - Шехиткамил: 581.734 (централни округ)
  - Низип: 132.018 (централни округ)
  - Ислахије: 65.218
  - Нурдаги: 37.878
  - Арабан: 31.770
  - Огузели: 30.561 (централни округ)
  - Јавузели: 21.128
  - Каркамиш: 11.860

### Вилајет Шанлиурфа
- Укупно: 1.574.224
  - Шанлиурфа: 674.515 (централни округ)
  - Сиверек: 204.638
  - Вираншехир: 154.423
  - Суруч: 102.109
  - Биреџик: 85.921
  - Акчакале: 79.728
  - Џејланпинар: 71.272
  - Харан: 61.520
  - Бозова: 58.575
  - Хилван: 40.776
  - Халфети: 40.747

### Вилајет Дијарбакир
- Укупно: 1.492.828
  - Дијарбакир: 851.902
  - Баглар: 334.954 (централни округ)
  - Кајпинар: 194.601 (централни округ)
  - Јенишехир: 186.901 (централни округ)
  - Сур: 135.446 (централни округ)
  - Ергани: 111.921
  - Бисмил: 109.359
  - Силван: 86.256
  - Чинар: 65.964
  - Чермик: 50.961
  - Диџле: 44.265
  - Кулп: 36.588
  - Хани: 32.320
  - Лиџе: 31.251
  - Егил: 23.688
  - Хазро: 18.798
  - Коџакој: 15.718
  - Чунгуш: 13.837

### Вилајет Мардин
- Укупно: 750.697
  - Кизилтепе: 201.755
  - Мардин: 130.024 (централни округ)
  - Мидијат: 113.960
  - Нусајбин: 113.007
  - Дерик: 57.237
  - Савур: 35.186
  - Мазидаги: 33.576
  - Даргечит: 30.906
  - Јешили: 19.279
  - Омерли: 15.767

### Вилајет Адијаман
- Укупно: 585.067
  - Адијаман: 256.247 (централни округ)
  - Кахта: 116.049
  - Бесни: 80.651
  - Голбаши: 47.599
  - Гергер: 25.769
  - Синџик: 21.131
  - Челикхан: 15.540
  - Тут: 11.482
  - Самсат: 10.599

### Вилајет Батман
- Укупно: 485.616
  - Батман: 324.402 (централни округ)
  - Козлук: 62.114
  - Сасон: 33.295
  - Бешири: 32.282
  - Герџуш: 26.111
  - Хасанкејф: 7.412

### Вилајет Ширнак
- Укупно: 429.287
  - Џизре: 110.267
  - Силопи: 100.505
  - Ширнак: 82.863 (централни округ)
  - Идил: 67.854
  - Улудере: 38.511
  - Бејтушебап: 19.462
  - Гучлуконак: 9.825

### Вилајет Сирт
- Укупно: 299.819
  - Сирт: 132.789 (централни округ)
  - Курталан: 56.282
  - Первари: 33.401
  - Бајкан: 29.149
  - Ширван: 24.389
  - Ерух: 19.775
  - Ајдинлар: 4.034

### Вилајет Килис
- Укупно: 120.991
  - Килис: 93.719 (централни округ)
  - Мусабејли: 14.561
  - Елбејли: 7.146
  - Полатели: 5.565